# Ours d'Abbetot
Ours d'Abbetot (en latin Ursus de Abbetot ou Urso de Abbetot, en anglais Urse d'Abetot ou Urse of Abetot) (vers 1040-1108) fut un baron et un administrateur anglo-normand, qui servit comme shérif du Worcestershire durant les règnes de Guillaume le Conquérant (1066-1087), Guillaume le Roux (1087-1100) et Henri Ier d'Angleterre (1100-1135).

## Biographie

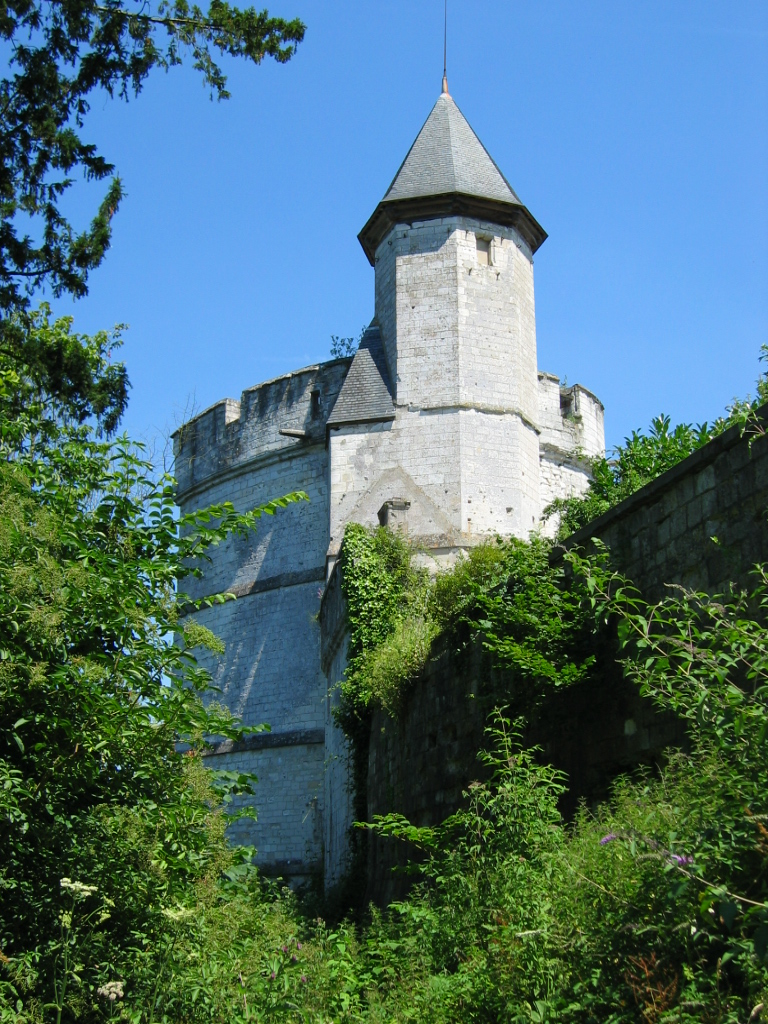
Le château de Tancarville, appartenant à ses suzerains en Normandie

Ses origines sont banales. Il naît vers 1040 dans une famille de petits nobles qui tient des terres à Saint-Jean d'Abbetot (commune de La Cerlangue près de Tancarville, Seine-Maritime) du seigneur de Tancarville. Il tient son nom du village où il est probablement né.
Il vient en Angleterre dans les premières années de la conquête normande de l'Angleterre (1066-1071) et se voit rapidement confier l'office de shérif du Worcestershire (1068 ou 1069),,,. Il est probable qu'il doive cet office à sa réputation militaire, peut-être acquise lors de la célèbre bataille de Hastings (1066). Guillaume de Malmesbury précise qu'il a « été choisi comme shérif par le roi ». Il raconte aussi qu'Ours d'Abbetot s'approprie une partie du cimetière de Worcester pour y construire la douve autour de son château, ce qui lui vaut la réprobation très appuyée de Aldred, l'archevêque d'York. Il est le constructeur ou le superviseur de la construction de ce château, dont il ne reste rien aujourd'hui. 
Il acquiert une mauvaise réputation d'oppresseur du clergé en s'appropriant des terres appartenant à des maisons ecclésiastiques. Il fait en particulier beaucoup de tort aux moines de Worcester et de l'abbaye d'Evesham. Il est néanmoins un bienfaiteur du prieuré de Grand Malvern qui au XIVe siècle se réclamera de lui comme son fondateur.
En 1075, il joint ses forces à celles de l'évêque Wulfstan de Worcester et d'Ethelwig, abbé d'Evesham, pour contrer la révolte des comtes Roger de Breteuil et Raoul de Gaël. Ensemble, ils bloquent Roger, le comte de Hereford, au passage de la Severn, et l'empêchent ainsi de joindre ses forces à celles de Raoul de Gaël.
Dans le Domesday Book, rédigé peu avant 1086, il apparaît comme tenant en chef (vassal direct du roi), dans le Herefordshire, Gloucestershire, Warwickshire et Worcestershire, et comme sous-tenant (vavasseur) dans le Dorset, Oxfordshire et Wiltshire. Il est le plus grand propriétaire terrien laïc du Worcestershire.
Son importance augmente considérablement durant le règne de Guillaume le Roux (1087-1100). Il devient un important administrateur royal, tout en conservant son office de shérif. Il est constable de la maison royale sous Guillaume le Roux et son successeur Henri Ier (1100-1135). Il tient aussi l'office de maréchal sous Guillaume le Roux. Il est, avec Robert Bloet, l'évêque de Lincoln, Rainulf Flambard et Haimon le sénéchal, l'un des quatre justiciers de Guillaume le Roux.
En 1088, il prend une part active dans le procès de Guillaume de Saint-Calais, l'évêque de Durham, qui suit la rébellion de 1088. Il est aussi un proche associé de Rainulf Flambard, le chapelain et trésorier du roi. Pour E. Mason, sa personnalité fait de lui un choix idéal pour le type de fonctions qu'il occupe. C'est pourquoi il est toujours actif dans les premières années du règne d'Henri Ier.
En 1101, quand Robert Courteheuse, le duc de Normandie et frère aîné d'Henri Ier débarque en Angleterre pour s'emparer du trône, Ours soutient son souverain. Il est également présent à ses côtés un peu plus tard quand le Traité d'Alton est signé entre les deux frères.

## Famille et descendance
Il meurt en 1108, et son fils Roger lui succède dans ses terres et son office de shérif. Il est banni vers 1110 après avoir tué un officier d'Henri Ier. C'est Osbert d'Abbetot, probablement un frère d'Ours, qui succède à Roger à l'office de shérif (1113-1116). Osbert est l'ancêtre des Abbetot qui sont une famille influente du Worcestershire au XIIe et XIIIe. Ours a aussi un frère nommé Robert et surnommé Dispenser qui meurt vers 1097. Il tient le château et l'honneur de Tamworth et a probablement une fille, épouse de Robert Marmion, qui acquiert une partie de ses possessions, avec Ours.
Ours d'Abbetot est l'ancêtre, par sa fille Emmeline, des Beauchamp comtes de Warwick. Ces derniers utilisent d'ailleurs sur leur blason l'ours (Ursus signifie « ours » en latin). Il épouse Alice († après 1108). Ensemble ils ont pour descendance connue :
- Roger, qui lui succède et qui est banni vers 1110 ;
- Emmeline, qui épouse Gautier (I) de Beauchamp († vers 1133), qui acquiert ses domaines après le bannissement de son beau-frère[3].

### Sources
- J. H. Round révisé par Emma Mason, « Abetot, Urse d' (c.1040–1108) », Oxford Dictionary of National Biography, Oxford University Press, 2004.
- F. Barlow, William Rufus, University of California Press, 1983.